# Bonrepòs i Mirambell
Bonrepòs i Mirambell là một đô thị ở comarca Horta Nord cộng đồng Valencia, Tây Ban Nha. Đô thị này có diện tích 1,05 km², dân số thời điểm năm 2006 là 2870 người.